# 蟹ケ谷
蟹ケ谷（かにがや）は、神奈川県川崎市高津区の大字。住居表示は未実施である。面積は42.4 haである。

## 地理
高津区の南東端、下末吉台地の北東部に位置する。北端を矢上川が流れ、丘陵地に谷戸が刻み込まれた地形となっている。一帯は宅地化がなされている。西端にも近い蟹ヶ谷槍ケ崎公園付近で最も標高が高く、神奈川県道106号子母口綱島線が南北に通っている（高津区子母口と下田町・高田町・綱島とを繋ぐ）。
北端で矢上川を挟んで高津区子母口や明津と、東端で中原区井田と、南端で横浜市港北区下田町と、西端で高津区久末と接する。

### 小字
蟹ケ谷の小字には、鎗ヶ崎（槍ケ崎）・西の森・池の里・緑下・東神庭（ひがしかみにわ）・仲町・西田原・往古滝・四方嶺・清水がある（地番順）。

### 地価
住宅地の地価は、2025年（令和7年）1月1日の公示地価によれば、蟹ケ谷字清水313番50の地点で22万7000円/m²となっている。

## 歴史

### 中世以前
当地の東端に隣接する井田からは神庭遺跡、井田伊勢台遺跡など縄文時代から古墳時代にかけての遺跡が多数発見されており、また蟹ケ谷でも市内で唯一前方後円墳が発見されている（蟹ヶ谷古墳群）。
中世には、当地の東端と井田との境界付近を鎌倉道下道が南北に通り、源頼朝が鞍をかけたと伝わる松がある。専念寺の敷地には安元年間に伊東祐清の子息である祐高が蟄居したと伝わっている。

### 江戸時代
江戸時代はじめ、当地は旗本の小幡氏領であったが、1697年（元禄10年）に天領となった。石高は、正保期の『武蔵田園簿』で46石あまり、『元禄郷帳』で61石あまり、『天保郷帳』や幕末の『旧高旧領取調帳』では66石あまりであった。低地や谷戸には水田が広がり、台地上には畑が作られていた。

### 明治以降
明治維新以降当地は神奈川県に属し、行政上は蟹ケ谷村→橘村→川崎市というように推移していった。また子母口と当地とを繋ぐ新道が作られた（現在の神奈川県道106号子母口綱島線の前身）。昭和に入ると、帝国海軍が通信隊を設置し、戦時中には地下壕も設けられた。
戦後しばらくは農村であり続けたが、1960年（昭和35年）以降宅地化が進行していった。なお、旧海軍の建てた鉄塔のうち1基は航空無線の施設に転用され、戦後も長く使われた。
1989年には集中豪雨による土砂崩れが起こり、住民と消防隊員の6名が死亡する惨事となった。

### 地名の由来
いくつかの説がある。
神庭（かにわ）説
1625年（寛永2年）の知行状に「橘樹郡加丹羽村」とあること、また神庭遺跡から勾玉などが出土していることから推測されるように、「祭祀を行う場所」という意味合いの「神庭」（かにわ）から転じた。
自然地名説
急な崖を意味する「カニ」から、「急な崖の多い谷戸」の意味合いで付いた。当地の小名として残る「滝ヶ谷」の「タキ」も、カニと同じ意味である。
蟹説
当地の崖下からは湧き水が出て、そこにサワガニが多く住み着いていたことから、「サワガニのいる谷戸」という意味合いで付いた。

### 沿革
- 1697年（元禄10年）- 天領となる。
- 1868年（明治元年）- 明治維新。当地は神奈川県所属となる。
- 1874年（明治7年）- 大区小区制の施行により、当地は第4大区第8小区に属する[14]。
- 1889年（明治22年）- 町村制の施行により、橘村が成立。蟹ケ谷はその大字となる。
- 明治末期 - 八太権現社が橘樹神社へ合祀される[13]。
- 1930年（昭和5年）- 帝国海軍東京通信隊が設置される[15]。
- 1937年（昭和12年）- 橘村が川崎市に編入され、川崎市蟹ケ谷となる。
- 1938年（昭和13年）- 耕地整理により、子母口や明津と一部で境界を変更[17]。
- 1943年（昭和18年）- 東京通信隊が地下壕を設ける[15]。
- 1945年（昭和20年）- 東京通信隊の跡地に慶應義塾獣医畜産専門学校が移転（2年後に志木町へ転出、のちの慶應義塾志木高等学校）。
- 1958年（昭和32年）ごろ - 八太神社が分祀、再建される[13]。
- 1960年（昭和35年）- 市営蟹ケ谷住宅が作られる[5]。
- 1972年（昭和47年）- 川崎市が政令指定都市へ移行。川崎市高津区蟹ケ谷となる。
- 1996年（平成8年）- 中原区井田の住居表示施行に伴い、井田の一部を蟹ケ谷へ編入[18]。

## 世帯数と人口
2025年（令和7年）6月30日現在（川崎市発表）の世帯数と人口は以下の通りである。
| 大字   | 世帯数    | 人口    |
| ------ | --------- | ------- |
| 蟹ケ谷 | 3,864世帯 | 8,301人 |

### 人口の変遷
国勢調査による人口の推移。
| 年                 | 人口  |
| ------------------ | ----- |
| 1995年（平成7年）  | 5,788 |
| 2000年（平成12年） | 6,786 |
| 2005年（平成17年） | 6,992 |
| 2010年（平成22年） | 7,733 |
| 2015年（平成27年） | 8,472 |
| 2020年（令和2年）  | 8,298 |

### 世帯数の変遷
国勢調査による世帯数の推移。
| 年                 | 世帯数 |
| ------------------ | ------ |
| 1995年（平成7年）  | 2,080  |
| 2000年（平成12年） | 2,471  |
| 2005年（平成17年） | 2,628  |
| 2010年（平成22年） | 2,992  |
| 2015年（平成27年） | 3,417  |
| 2020年（令和2年）  | 3,483  |

## 学区
市立小・中学校に通う場合、学区は以下の通りとなる（2024年3月時点）。
| 番地 | 小学校               | 中学校             |
| ---- | -------------------- | ------------------ |
| 全域 | 川崎市立子母口小学校 | 川崎市立東橘中学校 |

## 事業所
2021年（令和3年）現在の経済センサス調査による事業所数と従業員数は以下の通りである。
| 大字   | 事業所数 | 従業員数 |
| ------ | -------- | -------- |
| 蟹ケ谷 | 72事業所 | 379人    |

### 事業者数の変遷
経済センサスによる事業所数の推移。
| 年                 | 事業者数 |
| ------------------ | -------- |
| 2016年（平成28年） | 71       |
| 2021年（令和3年）  | 72       |

### 従業員数の変遷
経済センサスによる従業員数の推移。
| 年                 | 従業員数 |
| ------------------ | -------- |
| 2016年（平成28年） | 331      |
| 2021年（令和3年）  | 379      |

## 交通

### 路線バス
川崎市交通局が当地と武蔵新城駅・武蔵小杉駅・元住吉駅などとを結ぶバスを運行している。東急バスが武蔵新城駅と綱島駅、高田駅とを結ぶバス、当地と溝の口駅を結ぶバスを運行している。いずれも蟹ヶ谷バス停（蟹ヶ谷槍ケ崎公園の前）を発着する。
東急バスがさくらが丘Issac日吉（蟹ヶ谷バス停からは東へ500m）と日吉駅とを結ぶ小型バスを運行している。

### 道路
神奈川県道106号子母口綱島線が当地を通過している。また、それにほぼ並行して宮内新横浜線の計画がある。

## 施設
- 専念寺（浄土真宗東本願寺派）
- 八太神社

## その他

### 日本郵便
- 郵便番号 : 213-0025[3]（集配局 : 高津郵便局[29]）

### 警察
町内の警察の管轄区域は以下の通りである。
| 大字   | 番・番地等 | 警察署     | 交番・駐在所 |
| ------ | ---------- | ---------- | ------------ |
| 蟹ケ谷 | 全域       | 高津警察署 | 久末交番     |